# Wort des Jahres (Liechtenstein)
Ein eigenes Wort des Jahres wird in Liechtenstein seit 2002 ermittelt. Zuvor war das Liechtensteiner Wort des Jahres gleichwohl das deutschsprachige Wort des Jahres, das seit 1977 regelmässig gewählt wurde. Da dabei aber vermehrt Wörter und Ausdrücke mit starkem Deutschlandbezug gewählt wurden, entschied sich Liechtenstein als zweites Land des deutschen Sprachraums nach Österreich 1999 zur Wahl eines eigenen Worts des Jahres. Weiterhin werden auch regelmässig ein Unwort und ein Satz des Jahres gekürt; in unregelmässiger Folge auch weitere Ausdrücke.
Von der Resonanz der Wahl ermutigt, veröffentlichten die Initiatoren Daniel Quaderer und Günther Meier 2003 ein Buch Wörter des Jahres von 1970–2003. Sie bildeten mit einigen Ostschweizern die Jury für ein Schweizer Wort des Jahres, das ab 2003 gekürt wurde.

## Gesamtübersicht
| Jahr | Wort des Jahres              | Unwort des Jahres          | Satz des Jahres                                                                                            | Sonstiges (Dialektwort/Zahl des Jahres usw.) | Abkürzung des Jahres | Pressemitteilung des Jahres |
| ---- | ---------------------------- | -------------------------- | --- | -------------------------------------------- | -------------------- | --------------------------- |
| 2002 | Dualismus                    | Demokratieabschaffer       | «Ohne Fürst sind wir nichts.»                                                                              |                                              |                      |                             |
| 2003 | Souveränität                 | Theologischer Sondermüll   | «Liechtenstein ist wieder nach Wien, fast, heimgekehrt.»                                                   |                                              |                      |                             |
| 2004 | Lesesäcke                    | Papier-Liechtensteiner     | «Goht’s noch?»                                                                                             |                                              |                      |                             |
| 2005 | Koalitionsharakiri           | Auberginenfürze            | «Für das Leben.»                                                                                           |                                              |                      |                             |
| 2006 | Souveränität                 |                            | «Hunde an die Leine.»                                                                                      | Zualosa-Bank                                 |                      |                             |
| 2007 | Passivrauchen                | Klimahandel                | «Ein Land, ein Bier.»                                                                                      |                                              |                      |                             |
| 2008 | Steueraffäre                 | EU-Betrugsabkommen         | «Von einer Steueroase zu einer Oase der Stabilität.»                                                       |                                              | SPES                 |                             |
| 2009 | Mobilfunk-Steinzeit          | Extreme Unterauslastung    | «Liechtenstein ist weiss.»                                                                                 |                                              |                      | Schwangerem Schaf geholfen  |
| 2010 | Industriezubringer           | Lebendversuch              | «Ich unterschreibe genauso viel wie früher; nur sind es heute Löschungen statt Gründungen.»                |                                              |                      |                             |
| 2011 | Landesspital                 | erste Neubürger-Generation | «Liebe ist ein Menschenrecht.»                                                                             |                                              |                      | Mehrere Küken gerettet      |
| 2012 | Vetorecht                    | Demenzstrategie            | «Ausländer haben eine Pufferfunktion.»                                                                     |                                              |                      | Wäscheständer beschädigt    |
| 2013 | Filialschliessung            | Geschmeidigkeit            | «Das einzige Wachstum auf dem Finanzplatz in den letzten Jahren war das Wachstum der Finanzmarktaufsicht.» |                                              | PVS                  |                             |
| 2014 | Win-Win                      | Absegnungsverein           | «Liechtenstein entfernt sich von der Schweiz.»                                                             |                                              |                      |                             |
| 2015 | Überarztung                  | Entsolidarisierung         | | Zepfilebuach                                 |                      |                             |
| 2016 | Regenwassergebühr            | Sozialexport               | «Wir brauchen gleich lange Spiesse.»                                                                       | Hoi metanand                                 |                      |                             |
| 2017 | Frauenquote                  | Ländle                     | «Eigentlich sollte die Brücke verbinden.»                                                                  |                                              |                      |                             |
| 2018 | Blockchain-Euphorie          |                            | «5 Buchstaben und 1000 Fragezeichen.»                                                                      | Föranand                                     |                      |                             |
| 2019 | Casinoschwemme               |                            | «Dem Kiesgrubencharme kann man mit Verschönerungen entgegenwirken.»                                        | khör                                         |                      |                             |
| 2020 | Hörsch mi                    |                            | «Heben Sorg.»                                                                                              | 3 (x «nein» Abstimmung)                      |                      |                             |
| 2021 | Zertifikat                   |                            | «Impfen statt Schimpfen.»                                                                                  | 30 (Tempo 30)                                |                      |                             |
| 2022 | Energieversorgungssicherheit |                            | «Mit kaltem Fudi ins Täli»                                                                                 | 200 Franken (pro Casinobesuch)               |                      |                             |
| 2023 | Volksblatt-Aus               |                            | «Das Erzbistum bleibt»                                                                                     | 5 (5-Franken-Pflästerli)                     |                      |                             |
| 2024 | Abstimmungsflut              |                            | «Mis Land, mis Radio»                                                                                      | 29 (% News-Abstinente)                       |                      |                             |

## Wort des Jahres
| Jahr | Wort des Jahres              | Erklärung |
| ---- | ---------------------------- | --- |
| 2002 | Dualismus                    | |
| 2003 | Souveränität                 | |
| 2004 | Lesesäcke                    | |
| 2005 | Koalitionsharakiri           | |
| 2006 | Souveränität                 | |
| 2007 | Passivrauchen                | |
| 2008 | Steueraffäre                 | Liechtensteiner Steueraffäre |
| 2009 | Mobilfunk-Steinzeit          | Zur Volksabstimmung über die Feldstärke des Mobilfunks. |
| 2010 | Industriezubringer           | Der Industriezubringer in Schaan löste hitzige Diskussionen aus. |
| 2011 | Landesspital                 | Eine deutliche Mehrheit der Liechtensteiner sprach sich am 30. Oktober 2011 gegen den Neubau des Landesspitals in Vaduz aus. Die Volksabstimmung war zustande gekommen, weil eine Gruppierung das Referendum gegen den umstrittenen Kreditbeschluss des Landtags ergriffen hatte. |
| 2012 | Vetorecht                    | Eine Volksinitiative aus dem Kreis der Liechtensteiner Demokratiebewegung hatte verlangt, dass der Landesfürst oder sein Stellvertreter nach Volksabstimmungen nicht vom Vetorecht Gebrauch machen darf. Daraufhin wurden hitzige Debatten ausgelöst, die Fürstenfamilie kündigte sogar an, sich aus der Politik zurückzuziehen, falls diese Initiative angenommen werde.                                                                                    |
| 2013 | Filialschliessung            | Die Filialschliessungen der Liechtensteinischen Landesbank in Schaan und Triesenberg sorgten für Unmut, Diskussionen und eine Unterschriftensammlung, was die Bankfilialen aber nicht dazu bringen konnte, bestehen zu bleiben. |
| 2014 | Win-Win                      | Name von zwei Volksinitiativen zur Abänderungsvorlage des Gesetzes über die betriebliche Personalvorsorge des Staatspersonals. |
| 2015 | Überarztung                  | Ein Arzt, der unnötige medizinische Leistungen erbringt und seine Patienten zu häufig einbestellt, kann der Überarztung bezichtigt werden. Nachdem ein Arzt im Juni von einem Liechtensteiner Gericht wegen des Vorwurfs der «Überarztung» zur Rückzahlung von rund einer Million Franken verdonnert wurde, geriet das Wort in die Schlagzeilen und wurde häufig im Zusammenhang mit einer Umstrittenen Revision des Krankenversicherungsgesetzes verwendet. |
| 2016 | Regenwassergebühr            | Bei der Einführung der sogenannten Regenwassergebühr in der Gemeinde Triesen regte sich heftiger Widerstand. Knapp 1100 Unterschriften wurden gegen die Einführung gesammelt, der Gemeinderat liess sich jedoch nicht erweichen und hielt an der Gebühr fest. |
| 2017 | Frauenquote                  | |
| 2018 | Blockchain-Euphorie          | |
| 2019 | Casinoschwemme               | Die Liberalisierung des Geldspielmarktes in Liechtenstein führte dazu, dass 2019 sechs Casinos eröffnet wurden, oder im Bau waren. |
| 2020 | Hörsch mi                    | Die Coronapandemie hat einen Digitalisierungsschub ausgelöst und unser Leben erst recht ins Internet verlagert. Die Online-Kommunikation verläuft allerdings nicht immer so glatt wie bei einer direkten Begegnung. «Hörst du mich» bzw. «Hörsch mi» ist zwar genaugenommen mehr als ein Wort – ist als Ausspruch von der Jury dennoch zum Wort des Jahres gekürt worden.                                                                                    |
| 2021 | Zertifikat                   | Seit der Einführung der Zertifikatspflicht begleitet dieses die Menschen über 16 Jahre im täglichen Leben. Ohne das Covid-19-Zertifikat bleibt der Zugang zu Freizeiteinrichtungen, Grossveranstaltungen oder ins Restaurant verwehrt. |
| 2022 | Energieversorgungssicherheit | Der Krieg in der Ukraine hat in Europa eine weitreichende Energiekrise ausgelöst. Das laufende Jahr habe vor Augen geführt, wie sehr der hohe Wohlstand von der Verfügbarkeit verschiedener Energieträger abhängig ist. |

## Unwort des Jahres
| Jahr | Unwort des Jahres          | Erklärung |
| ---- | -------------------------- | --- |
| 2002 | Demokratieabschaffer       | |
| 2003 | Theologischer Sondermüll   | |
| 2004 | Papier-Liechtensteiner     | |
| 2005 | Auberginenfürze            | |
| 2006 | –                          | Kein Unwort des Jahres gewählt |
| 2007 | Klimahandel                | |
| 2008 | EU-Betrugsabkommen         | |
| 2009 | Extreme Unterauslastung    | Bezug auf die Kurzarbeit |
| 2010 | Lebendversuch              | 2010 sollte mit Hilfe von Schülern getestet werden, ob Liechtenstein fähig ist, 2011 die Kleinstaatenspiele durchführen zu können, das Wort wurde dabei vom Sportminister erwähnt. |
| 2011 | erste Neubürger-Generation | Dem Herausforderer bei der Bürgermeisterwahl in Vaduz seitens der FBP-Ortsgruppe wurde in einem Inserat am 18. Januar 2011 vorgeworfen, er sei kein Alteingesessener, sondern nur ein Kandidat der ersten Neubürger-Generation und somit nicht wählbar.                                              |
| 2012 | Demenzstrategie            | Aufgrund der allgemein höheren Lebenserwartung steigt die Zahl der demenzkranken Liechtensteiner stetig an. Im Februar 2012 kündigte die Regierung an, eine Demenzstrategie für Liechtenstein erarbeiten zu wollen.                                                                                  |
| 2013 | Geschmeidigkeit            | Wort, das im Zusammenhang mit einer innenpolitischen Karikatur steht. |
| 2014 | Absegnungsverein           | Kommentar von Pio Schurti zur Wahl der Medienkommission für die Mandatsperiode 2014–2018. |
| 2015 | Entsolidarisierung         | Dieses Schlagwort war das Leitmotiv des Referendumskomitees «fL21», das gegen die Revision des Krankenversicherungsgesetzes mobil machte. Dies mit der Begründung, es handle sich um eine bewusst in Kauf genommene Lastenumverteilung von der Oberschicht zur Unterschicht und von gesund zu krank. |
| 2016 | Sozialexport               | Wegen des hohen Anteils von Grenzgängern wird in Liechtenstein bei der Auszahlung ein Teil der Sozialleistungen wie z. B. AHV-Gelder ins Ausland exportiert. Unter dem Schlagwort «Sozialexport» wurde diese Praktik von Teilen der Bevölkerung massiv hinterfragt.                                  |
| 2017 | Ländle                     | |

## Satz des Jahres
| Jahr | Satz des Jahres                                                                                            | Erklärung |
| ---- | --- | --- |
| 2002 | «Ohne Fürst sind wir nichts.»                                                                              | |
| 2003 | «Liechtenstein ist wieder nach Wien, fast, heimgekehrt.»                                                   | |
| 2004 | «Goht's noch?»                                                                                             | (Geht es dir eigentlich noch gut?) |
| 2005 | «Für das Leben.»                                                                                           | |
| 2006 | «Hunde an die Leine.»                                                                                      | |
| 2007 | «Ein Land, ein Bier.»                                                                                      | Eröffnung der ersten Liechtensteiner Brauerei seit 1917. |
| 2008 | «Von einer Steueroase zu einer Oase der Stabilität.»                                                       | Aussage des Erbprinzen Alois. |
| 2009 | «Liechtenstein ist weiss.»                                                                                 | Kommentar zur Streichung Liechtensteins von der «grauen» Liste der OECD. |
| 2010 | «Ich unterschreibe genauso viel wie früher; nur sind es heute Löschungen statt Gründungen.»                | Antwort eines Treuhänders, wie das Stiftungsgeschäft läuft. |
| 2011 | «Liebe ist ein Menschenrecht.»                                                                             | Aussage, die im Abstimmungskampf für das Partnerschaftsgesetz in Liechtenstein 2011 häufig zu hören war. |
| 2012 | «Ausländer haben eine Pufferfunktion.»                                                                     | Aussage, die auf einen Satz in der Forschungsarbeit des KOFL zum Thema «Ausländerbeschäftigung in Liechtenstein: Fluch oder Segen?» von Kersten Kellermann und Carsten-Henning Schlag zurückgeht. |
| 2013 | «Das einzige Wachstum auf dem Finanzplatz in den letzten Jahren war das Wachstum der Finanzmarktaufsicht.» | Aussage eines Landtagsabgeordneten der DU. |
| 2014 | «Liechtenstein entfernt sich von der Schweiz.»                                                             | Titel eines Artikels in der Neuen Zürcher Zeitung, wonach sich Liechtenstein aufgrund der Umstellung auf den Bezugsrahmen LV95 rein rechnerisch um etwa einen halben Meter von Bern entfernt. |
| 2016 | «Wir brauchen gleich lange Spiesse.»                                                                       | Im Rahmen der flankierenden Massnahmen zur Personenfreizügigkeit unterstellte die Schweiz Liechtenstein den gleichen Bedingungen wie die anderen Nachbarländer. Die Wirtschaftskammer Liechtenstein und viele KMUs intervenierten seit mehreren Jahren bei der Regierung und organisierten im Frühjahr 2016 sogar eine Demonstration «für gleich lange Spiesse» vor dem Regierungsgebäude. |
| 2017 | «Eigentlich sollte die Brücke verbinden.»                                                                  | |
| 2018 | «5 Buchstaben und 1000 Fragezeichen.»                                                                      | Gemeint ist die Datenschutz-Grundverordnung (DSGVO) |
| 2019 | «Dem Kiesgrubencharme kann man mit Verschönerungen entgegenwirken.»                                        | «Im Juni 2019 liess Gesundheitsminister Mauro Pedrazzini die Katze aus dem Sack. Der favorisierte Standort für das neue Landesspital sei das Wille-Areal, verkündete er. Um Kritikern sofort den Wind aus den Segeln zu nehmen, doppelte er nach: ‹Dem Kiesgrubencharme kann man mit Verschönerungen entgegenwirken.›»                                                                     |
| 2020 | Heben Sorg                                                                                                 | Der in Dialekt gesprochene verkürzte Satz hat sich rasch im Sprachgebrauch Liechtensteins verankert. Kein persönlicher Gruss oder keine E-Mail ohne den Schlusssatz «Bleiben Sie gesund» bzw. «Heb Sorg». Laut Jury steht «Heben Sorg» daher auch stellvertretend für gelebte Nachbarschaftshilfe.                                                                                         |
| 2021 | Impfen statt Schimpfen                                                                                     | Im September 2021 appellierte Regierungschef Daniel Risch an die Bevölkerung, sich impfen zu lassen. Mit der Wendung «Impfen statt Schimpfen» sollte die Impfquote erhöht werden, die erhoffte Wirkung trat nicht ein. |
| 2022 | Mit kaltem Fudi ins Täli                                                                                   | Im August dieses Jahres schmiedeten die Bergbahnen Malbun Pläne, wie sie in den Wintermonaten bei einer möglichen Mangellage Strom sparen könnten. Neben der allfälligen Anpassung der Betriebszeiten und der Fördergeschwindigkeit kam auch die Sitzheizung auf dem Sessellift zur Sprache.                                                                                               |

## Sonstiges
| Jahr | Ausdruck                                                | Erklärung |
| ---- | ------------------------------------------------------- | --- |
| 2006 | Dialektwort des Jahres: Zualosa-Bank                    | (Zuhörer-Bank) |
| 2007 | Zahl des Jahres: 160,4                                  | Bei der Neuvermessung der Landesfläche ermittelten Geometer einen Wert von 160,4 Quadratkilometer, was einer Zunahme von einem halben Quadratkilometer entspricht. |
| 2008 | Abkürzung des Jahres: SPES                              | Schul- und Profilentwicklung auf der Sekundarstufe |
| 2009 | Pressemitteilung des Jahres: Schwangerem Schaf geholfen | Pressemitteilung der Landespolizei zur Errettung eines trächtigen Schafes. |
| 2011 | Weiteres Wort des Jahres: Eurorabatt, Eignerstrategie   | Wörter, die neben dem Wort des Jahres 2011 eine bedeutende Rolle in den Medien und in den öffentlichen Diskussionen spielten. |
| 2011 | Pressemitteilung des Jahres: Mehrere Küken gerettet     | Pressemitteilung der Landespolizei zur Errettung mehrerer Küken. |
| 2012 | Pressemitteilung des Jahres: Wäscheständer beschädigt   | Pressemitteilung der Landespolizei zur Beschädigung zweier Wäscheständer. |
| 2013 | Abkürzung des Jahres: PVS                               | Pensionskassenversicherung für das Staatspersonal, die tief in den roten Zahlen steckte und deshalb für politische Diskussionen sorgte. |
| 2015 | Dialektwort des Jahres: Zepfilebuch                     | Der Ausdruck rührt daher, dass im Stammtafelbuch aus dem Jahr 1989 in Schaan nur Männer aufgeführt waren und Frauen bestenfalls in der Form von Ehegattinnen aufschienen. Das im Herbst 2014 erschienene neue «Stammbuch der Bürgerinnen und Bürger von Schaan» räumte den Schaanerinnen den Platz ein, der ihnen gebührt und endete damit auch den Übernamen «Zepfilebuch». |
| 2016 | Dialektwort des Jahres: Hoi metanand                    | Der Gastauftritt Liechtensteins an der Olma in St. Gallen 2016 stand unter dem Motto «Hoi metanand». Das ist der typische Gruss eines Liechtensteiners, wenn er mehr als eine Person trifft. Die Duzis-Kultur sollte in der Schweiz Sympathien für Liechtenstein wecken. |
| 2016 | Zahl des Jahres: 13 295                                 | Von 1971 bis 2015 erhielten gemäss Einbürgerungsstatistik 7372 ehemalige Ausländer mit Wohnsitz im Fürstentum die liechtensteinische Staatsbürgerschaft. Berücksichtigt man auch die 5923 im Ausland wohnhaften eingebürgerten Personen, erhielten 13 295 Personen den Liechtensteiner Pass.                                                                                 |
| 2018 | Dialektwort des Jahres: Föranand                        | (Füreinander) |
| 2018 | Zahl des Jahres: 40                                     | |
| 2019 | Dialektwort des Jahres: khör                            | «Mit ‹Do khör i hi› habe Rahel Oehri-Malin ein Lied geschaffen, das inhaltlich viele Bilder zeichnet und Emotionen hervorrufe, sie gewann daher die Abstimmung zum offiziellen 300-Jahr-Liechtenstein-Song.» |
| 2019 | Zahl des Jahres: 300                                    | |
| 2020 | Zahl des Jahres: 3                                      | 3 Mal Nein: Erstmals kamen in Liechtenstein an einem Abstimmungssonntag drei Vorlagen zur Abstimmung. |
| 2021 | Zahl des Jahres: 30                                     | 2021 wurde mit 66 Prozent Neinstimmen eine flächendeckende Einführung von Tempo 30 auf den Gemeindestrassen in Schaan deutlich verworfen. |
| 2022 | Zahl des Jahres: 200                                    | 200 Franken lässt ein Besucher im Durchschnitt pro Eintritt im Casino in Liechtenstein liegen. Die 200 Franken errechnen sich für 2022 aus den geschätzten 600'000 Eintritten bei einem Bruttospielertrag (BSE) von 120 Mio Franken. |

## Weitere Wörter des Jahres
| Staat / Provinz | Wort                             | Unwort                             |
| --------------- | -------------------------------- | ---------------------------------- |
| Deutschland     | Wort des Jahres (Deutschland)    | Unwort des Jahres (Deutschland)    |
| Liechtenstein   | Wort des Jahres (Liechtenstein)  | Unwort des Jahres (Liechtenstein)  |
| Österreich      | Österreichisches Wort des Jahres | Österreichisches Unwort des Jahres |
| Schweiz         | Wort des Jahres (Schweiz)        | Unwort des Jahres (Schweiz)        |
| Südtirol        | Wort des Jahres (Südtirol)       | Unwort des Jahres (Südtirol)       |